# Birgitta Alexanderson
Ragnhild Birgitta Lindahl Alexanderson, ogift Hermanson, född 4 januari 1936 i Vilhelmina församling i Västerbottens län, död 28 november 2017 i Adolf Fredriks distrikt, Stockholm, var en svensk advokat.

## Biografi
Birgitta Alexanderson var dotter till rektor Eric Hermanson och folkskolläraren Ragnhild ogift Jagraeus. Efter juris kandidat-examen 1963 och vederbörlig tingstjänstgöring var hon biträdande jurist vid Valborg Lundgrens Advokatbyrå 1965–1967 och LO-jurist 1968–1976. Parallellt med studier tog hon konsultuppdrag 1976–1978 och startade eget 1979. Hon blev ledamot av Sveriges advokatsamfund samma år och var styrelseledamot där 1990–1996.
Hon var styrelseledamot i Kriminalvårdsstyrelsen 1971–1976 och Brottsförebyggande rådet (BRÅ) 1988–1993. Hon var notarius publicus 1984–1999. Vidare var Alexanderson sakkunnig och ordförande i utredning om personalens arbetsuppgifter vid kriminalvårdens anstalter. Hon var också expert i bland annat 1993 års domarutredning.
Birgitta Alexanderson var gift första gången från 1957 med advokaten Christer Hessius (1928–1966), son till Ivar Hessius, och andra gången 1970–1979 med civilingenjören Johan Alexanderson (född 1941). På 1980-talet var hon en tid sambo med kammarrättslagmannen Per Anclow (1937–2004). Tredje gången gifte hon sig 2006 med juristen och filosofen Lars Lindahl (född 1936). Hennes son, advokaten Johan Hessius (född 1958), är gift med Kerstin Hessius.
Birgitta Alexanderson är gravsatt på Galärvarvskyrkogården i Stockholm.